# 山梨县旗
山梨县旗（日语：／ Yamanashi ken ki）是日本的47面日本都道府县旗之一。该条目是对山梨县旗以及山梨县章（日语：／）的解说。

## 概要
县章在1966年10月1日第219号县告示上通过制定。三个“人”形成一个“山”，表现出县民的齐心协力，菱形（代表过去甲斐国同志的武田氏家纹，即武田菱）锯齿状的富士山顶围在四周。
县旗是县章制定后2个月，1966年12月1日第262号县告示上通过制定的。三个“人”形成的“山”意义与县章相同，县章周围这是台形的富士山形状。底色是紫色（山梨盛产葡萄），人与富士山是白色的象征清廉、洁白、纯粹性，曲线是流动行与无限向上发展的象征。

山梨县章（1966年制定）
参考资料：武田氏家纹